# آگوستو هلنو ریبیرو پریرا
آگوستو هلنو ریبیرو پریرا (انگلیسی: Augusto Heleno؛ زادهٔ ۲۹ اکتبر ۱۹۴۷) نیروی نظامی اهل برزیل است.